# خوان فرنسيسكو مانزانو
خوان فرنسيسكو مانزانو هو كاتب كوبي، ولد في 1797 في هافانا في كوبا، وتوفي بنفس المكان في 1854.